# Scott Redding
Scott Redding (Quedgeley, 4 gennaio 1993) è un pilota motociclistico britannico.

## Carriera
Già all'età di 12 anni partecipa a diverse corse di minimoto in ambito britannico. Redding fa l'esordio nel motomondiale 2008 a 15 anni, nella classe 125, in sella alla Aprilia RS 125 R del team Blusens Aprilia Junior; il compagno di squadra è Efrén Vázquez. Nella prima gara del motomondiale, il GP del Qatar 2008, ottiene la quarta posizione nelle qualifiche ufficiali e la quinta in gara, stabilendo anche il giro più veloce in 2:05.695. Il 22 giugno 2008, al GP di Gran Bretagna, riesce a conquistare la vittoria, la prima della sua carriera nel motomondiale, proprio nel circuito di casa.
Con questo successo il quindicenne Redding entra nella storia del motomondiale come il più giovane pilota ad ottenere una vittoria di un GP, record che ha mantenuto fino al Gran Premio della Comunità Valenciana 2018 quando Can Öncü ha conquistato la vittoria nella classe Moto3 a 15 anni e 115 giorni, 54 giorni più giovane di Redding. Termina la stagione all'11º posto con 105 punti. Nel 2009 rimane nel team Blusens Aprilia, questa volta con compagno di squadra Esteve Rabat. Ottiene un terzo posto in Gran Bretagna e termina la stagione al 15º posto con 50,5 punti.

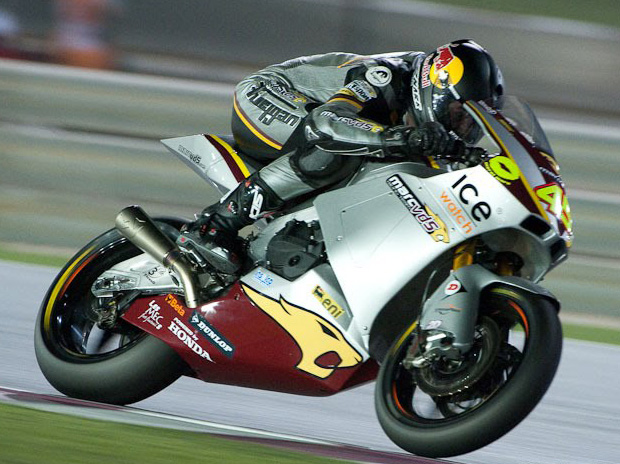
Redding sulla Suter MMX del team Marc VDS Racing nel 2010

Nel 2010 cambia categoria, passando alla Moto2 con una Suter MMX del team Marc VDS Racing; il compagno di squadra è Héctor Faubel. Ottiene un secondo posto in Australia e un terzo posto a Indianapolis, e termina la stagione all'8º posto con 102 punti.
Il 5 settembre 2010 è coinvolto nell'incidente che vede morire Shōya Tomizawa, durante il Gran Premio di San Marino, presso l'autodromo di Misano. Nel 2011 resta nel team Marc VDS Racing, questa volta con compagno il finlandese Mika Kallio. Ottiene come miglior risultato tre quinti posti (Gran Bretagna, Indianapolis e San Marino) e termina la stagione al 15º posto con 63 punti. Nel 2012 continua con il team Marc VDS Racing, questa volta alla guida di una Kalex Moto2. Ottiene un terzo posto in Francia e un secondo posto in Gran Bretagna. Ottiene tre terzi posti (Olanda, Aragona e Australia) e conclude la stagione al 5º posto con 165 punti.
Nel 2013 resta per il quarto anno consecutivo con il team Marc VDS Racing, ottenendo tre vittorie (Francia, Italia e Gran Bretagna), tre secondi posti (Qatar, Spagna e Olanda), un terzo posto nel Gran Premio motociclistico di Indianapolis e tre pole position (Gran Premio delle Americhe,Italia e Indianapolis) e conclude la stagione al 2º posto con 225 punti. In questa stagione è costretto a saltare il Gran Premio d'Australia per la frattura del polso sinistro rimediata nelle qualifiche del GP.
Nel 2014 passa in MotoGP, alla guida della Honda RCV1000R (con specifiche Open) del team GO&FUN Honda Gresini; il compagno di squadra è Álvaro Bautista. Ottiene come miglior risultato due settimi posti (Qatar e Australia) e termina la stagione al 12º posto con 81 punti. Nel 2015 torna al team Marc VDS (con cui aveva corso per quattro anni), alla guida di una Honda RC213V. Ottiene un terzo posto nel Gran Premio di San Marino. Chiude la stagione al tredicesimo posto con 84 punti.
Nel 2016 passa a guidare la Ducati Desmosedici del team Pramac Racing; il compagno di squadra è Danilo Petrucci. Ottiene un terzo posto nel Gran Premio d'Olanda ad Assen, in una gara caratterizzata da doppia partenza a causa della forte pioggia. Conclude la stagione al 15º posto con 74 punti. Nel 2017 è nuovamente pilota titolare in MotoGP, con lo stesso team e lo stesso compagno di squadra della stagione precedente. Ottiene come miglior risultato due settimi posti (Qatar e San Marino) e termina la stagione al 14º posto con 64 punti. Nel 2018 passa a guidare l'Aprilia RS-GP del Aprilia Racing Team Gresini, con compagno di squadra Aleix Espargaró. Ottiene come miglior risultato un undicesimo posto in Comunità Valenciana e termina la stagione al 21º posto con 20 punti. 
Dal 2019 corre nel campionato britannico Superbike in sella ad una Ducati, dove con 11 vittorie e 9 podi, si laurea campione nazionale. Nel 2020 corre nel campionato mondiale Superbike con il team Aruba.it Racing - Ducati, con compagno di squadra Chaz Davies. Rimane in corsa per il titolo per tutta la stagione, concludendo poi al secondo posto in classifica mondiale con cinque vittorie all'attivo. Nel 2021 gareggia con lo stesso team della stagione precedente. Il nuovo compagno di squadra è Michael Ruben Rinaldi. Ottiene ventitré piazzamenti a podio in stagione di cui sette vittorie, chiudendo al terzo posto in classifica piloti. Il 19 agosto 2021 firma un contratto per il 2022 con BMW Motorrad. ottiene tre piazzamenti a podio classificandosi all'ottavo posto in campionato. Nel 2023 gareggia con lo stesso team dell'annata precedente, in compagno di squadra è Michael van der Mark. Con 126 punti si classifica quattordicesimo in campionato. Nel 2024 prosegue con BMW trasferendosi al team Bonovo Action, il compagno di squadra è Garrett Gerloff. Si classifica quarto in quattro occasioni (miglior risultato in gara stagionale) e chiude il campionato al quindicesimo posto.

## Risultati in gara

### Motomondiale
| 2008 | Classe | Moto    |   |   |    |     |     |    |   |   |     |   |    |    |     |   |   |    |     |   |  | Punti | Pos. |
| ---- | ------ | ------- | - | - | -- | --- | --- | -- | - | - | --- | - | -- | -- | --- | - | - | -- | --- | - |  | ----- | ---- |
| 2008 | 125    | Aprilia | 5 | 7 | 21 | Rit | Rit | 14 | 6 | 1 | Rit | 8 | NE | 11 | Rit | 4 | 8 | 10 | Rit | 8 |  | 105   | 11º  |

| 2009 | Classe | Moto    |    |     |   |     |   |    |     |    |     |   |    |     |     |    |    |     |     |  |  | Punti | Pos. |
| ---- | ------ | ------- | -- | --- | - | --- | - | -- | --- | -- | --- | - | -- | --- | --- | -- | -- | --- | --- |  |  | ----- | ---- |
| 2009 | 125    | Aprilia | 13 | Rit | 4 | Rit | 7 | 11 | Rit | NE | Rit | 3 | 15 | Rit | Rit | 16 | 11 | Rit | Rit |  |  | 50,5  | 15º  |

| 2010 | Classe | Moto  |    |    |    |    |   |    |     |     |    |    |   |     |   |   |     |   |   |   |  | Punti | Pos. |
| ---- | ------ | ----- | -- | -- | -- | -- | - | -- | --- | --- | -- | -- | - | --- | - | - | --- | - | - | - |  | ----- | ---- |
| 2010 | Moto2  | Suter | 23 | 16 | 11 | 21 | 4 | 11 | Rit | Rit | NE | 22 | 3 | Rit | 8 | 5 | Rit | 2 | 4 | 5 |  | 102   | 8º   |

| 2011 | Classe | Moto  |    |    |    |    |    |   |    |    |   |    |    |   |   |    |    |   |    |    |  | Punti | Pos. |
| ---- | ------ | ----- | -- | -- | -- | -- | -- | - | -- | -- | - | -- | -- | - | - | -- | -- | - | -- | -- |  | ----- | ---- |
| 2011 | Moto2  | Suter | 31 | 23 | 25 | 16 | 11 | 5 | 24 | 27 | 7 | NE | 26 | 5 | 5 | 15 | 20 | 7 | 10 | 30 |  | 63    | 15º  |

| 2012 | Classe | Moto  |   |   |    |   |    |   |   |     |   |    |   |     |   |   |   |    |   |    |  | Punti | Pos. |
| ---- | ------ | ----- | - | - | -- | - | -- | - | - | --- | - | -- | - | --- | - | - | - | -- | - | -- |  | ----- | ---- |
| 2012 | Moto2  | Kalex | 6 | 4 | 11 | 3 | 10 | 2 | 3 | Rit | 6 | NE | 6 | Rit | 7 | 3 | 4 | 11 | 3 | 22 |  | 165   | 5º   |

| 2013 | Classe | Moto  |   |   |   |   |   |   |   |   |    |   |   |   |   |   |   |    |    |    |  | Punti | Pos. |
| ---- | ------ | ----- | - | - | - | - | - | - | - | - | -- | - | - | - | - | - | - | -- | -- | -- |  | ----- | ---- |
| 2013 | Moto2  | Kalex | 2 | 5 | 2 | 1 | 1 | 4 | 2 | 7 | NE | 3 | 8 | 1 | 6 | 4 | 7 | NP | NP | 15 |  | 225   | 2º   |

| 2014 | Classe | Moto  |   |     |    |    |    |    |    |    |    |   |    |    |    |    |    |   |    |    |  | Punti | Pos. |
| ---- | ------ | ----- | - | --- | -- | -- | -- | -- | -- | -- | -- | - | -- | -- | -- | -- | -- | - | -- | -- |  | ----- | ---- |
| 2014 | MotoGP | Honda | 7 | Rit | 14 | 13 | 12 | 13 | 13 | 12 | 11 | 9 | 11 | 10 | 13 | 10 | 16 | 7 | 10 | 10 |  | 81    | 12º  |

| 2015 | Classe | Moto  |    |     |   |    |     |    |   |    |     |    |    |   |   |    |    |    |    |    |  | Punti | Pos. |
| ---- | ------ | ----- | -- | --- | - | -- | --- | -- | - | -- | --- | -- | -- | - | - | -- | -- | -- | -- | -- |  | ----- | ---- |
| 2015 | MotoGP | Honda | 13 | Rit | 9 | 13 | Rit | 11 | 7 | 13 | Rit | 13 | 12 | 6 | 3 | 12 | 10 | 11 | 11 | 15 |  | 84    | 13º  |

| 2016 | Classe | Moto   |    |     |   |    |     |     |    |   |   |   |    |    |    |    |   |   |    |    |  | Punti | Pos. |
| ---- | ------ | ------ | -- | --- | - | -- | --- | --- | -- | - | - | - | -- | -- | -- | -- | - | - | -- | -- |  | ----- | ---- |
| 2016 | MotoGP | Ducati | 10 | Rit | 6 | 19 | Rit | Rit | 16 | 3 | 4 | 8 | 15 | 17 | 15 | 19 | 9 | 7 | 15 | 14 |  | 74    | 15º  |

| 2017 | Classe | Moto   |   |   |    |    |     |    |    |     |    |    |    |   |   |    |    |    |    |     |  | Punti | Pos. |
| ---- | ------ | ------ | - | - | -- | -- | --- | -- | -- | --- | -- | -- | -- | - | - | -- | -- | -- | -- | --- |  | ----- | ---- |
| 2017 | MotoGP | Ducati | 7 | 8 | 12 | 11 | Rit | 12 | 13 | Rit | 20 | 16 | 12 | 8 | 7 | 14 | 16 | 11 | 13 | Rit |  | 64    | 14º  |

| 2018 | Classe | Moto    |    |    |    |    |     |     |    |    |    |     |    |    |    |    |    |    |    |    |    | Punti | Pos. |
| ---- | ------ | ------- | -- | -- | -- | -- | --- | --- | -- | -- | -- | --- | -- | -- | -- | -- | -- | -- | -- | -- | -- | ----- | ---- |
| 2018 | MotoGP | Aprilia | 20 | 12 | 17 | 15 | Rit | Rit | 12 | 14 | 15 | Rit | 20 | AN | 21 | 16 | 16 | 19 | 13 | 19 | 11 | 20    | 21º  |

| Legenda | 1º posto        | 2º posto            | 3º posto            | A punti      | Senza punti        | Grassetto – Pole position Corsivo – Giro più veloce |
| Legenda | Gara non valida | Non qual./Non part. | Ritirato/Non class. | Squalificato | '-' Dato non disp. | Grassetto – Pole position Corsivo – Giro più veloce |

### Campionato mondiale Superbike
| 2020 | Moto   |   |   |   |   |   |   |   |   |   |   |   |   |     |   |   |   |   |   |   |   |   |     |   |   |  |  |  |  |  |  |  |  |  |  |  |  |  |  |  |  |  |  | Punti | Pos. |
| ---- | ------ | - | - | - | - | - | - | - | - | - | - | - | - | --- | - | - | - | - | - | - | - | - | --- | - | - |  |  |  |  |  |  |  |  |  |  |  |  |  |  |  |  |  |  | ----- | ---- |
| 2020 | Ducati | 3 | 3 | 3 | 1 | 2 | 1 | 7 | 5 | 2 | 1 | 2 | 4 | Rit | 1 | 3 | 2 | 8 | 6 | 5 | 4 | 1 | Rit | 6 | 2 |  |  |  |  |  |  |  |  |  |  |  |  |  |  |  |  |  |  | 305   | 2º   |

| 2021 | Moto   |   |   |   |   |   |    |   |   |   |     |    |   |   |   |   |   |   |   |   |   |   |    |   |   |   |    |   |   |    |   |   |   |   |   |   |   |   |    |   |  |  |  | Punti | Pos. |
| ---- | ------ | - | - | - | - | - | -- | - | - | - | --- | -- | - | - | - | - | - | - | - | - | - | - | -- | - | - | - | -- | - | - | -- | - | - | - | - | - | - | - | - | -- | - |  |  |  | ----- | ---- |
| 2021 | Ducati | 4 | 8 | 1 | 1 | 3 | 16 | 4 | 4 | 4 | Rit | 18 | 4 | 2 | 5 | 2 | 2 | 2 | 1 | 1 | 1 | 2 | 12 | 5 | 3 | 1 | 15 | 3 | 3 | AN | 2 | 2 | 2 | 2 | 9 | 2 | 1 | 3 | AN | 2 |  |  |  | 501   | 3º   |

| 2022 | Moto |    |    |     |   |    |   |   |   |    |    |    |   |   |   |   |   |   |   |   |   |   |     |   |     |    |    |   |   |    |   |    |   |   |    |   |   |  |  |  |  |  |  | Punti | Pos. |
| ---- | ---- | -- | -- | --- | - | -- | - | - | - | -- | -- | -- | - | - | - | - | - | - | - | - | - | - | --- | - | --- | -- | -- | - | - | -- | - | -- | - | - | -- | - | - |  |  |  |  |  |  | ----- | ---- |
| 2022 | BMW  | 15 | 12 | Rit | 9 | 11 | 5 | 8 | 7 | 11 | 10 | 11 | 9 | 4 | 3 | 5 | 3 | 8 | 4 | 2 | 5 | 6 | Rit | 8 | Rit | 18 | 13 | 7 | 7 | 14 | 9 | 12 | 6 | 6 | 16 | 6 | 6 |  |  |  |  |  |  | 204   | 8º   |

| 2023 | Moto |   |    |    |     |   |    |    |   |   |     |    |    |    |    |    |   |   |   |    |   |   |   |    |   |   |    |     |    |    |    |    |    |    |     |     |   |  |  |  |  |  |  | Punti | Pos. |
| ---- | ---- | - | -- | -- | --- | - | -- | -- | - | - | --- | -- | -- | -- | -- | -- | - | - | - | -- | - | - | - | -- | - | - | -- | --- | -- | -- | -- | -- | -- | -- | --- | --- | - |  |  |  |  |  |  | ----- | ---- |
| 2023 | BMW  | 9 | 14 | 13 | Rit | 9 | 10 | 10 | 8 | 7 | Rit | 12 | 19 | 11 | 11 | 14 | 8 | 9 | 4 | 10 | 9 | 8 | 4 | 13 | 8 | 7 | 20 | Rit | 11 | 11 | 14 | 15 | 13 | 14 | Rit | Rit | 8 |  |  |  |  |  |  | 126   | 14º  |

| 2024 | Moto |    |    |    |    |    |    |   |    |     |    |    |    |     |   |   |    |     |    |     |    |    |   |   |   |    |    |    |    |    |    |    |    |    |    |    |    |  |  |  |  |  |  | Punti | Pos. |
| ---- | ---- | -- | -- | -- | -- | -- | -- | - | -- | --- | -- | -- | -- | --- | - | - | -- | --- | -- | --- | -- | -- | - | - | - | -- | -- | -- | -- | -- | -- | -- | -- | -- | -- | -- | -- |  |  |  |  |  |  | ----- | ---- |
| 2024 | BMW  | 11 | 17 | 17 | 17 | 12 | 11 | 8 | 10 | Rit | 15 | 14 | 12 | Rit | 4 | 4 | 15 | Rit | 13 | Rit | 17 | 14 | 4 | 4 | 8 | 13 | 13 | 12 | 11 | 10 | 11 | 12 | 10 | 11 | 14 | 12 | 12 |  |  |  |  |  |  | 107   | 15º  |

| 2025 | Moto   |   |   |   |     |    |    |    |   |    |    |    |    |    |    |    |    |    |    |   |     |    |  |  |  |  |  |  |  |  |  |  |  |  |  |  |  |  |  |  |  |  |  | Punti | Pos. |
| ---- | ------ | - | - | - | --- | -- | -- | -- | - | -- | -- | -- | -- | -- | -- | -- | -- | -- | -- | - | --- | -- |  |  |  |  |  |  |  |  |  |  |  |  |  |  |  |  |  |  |  |  |  | ----- | ---- |
| 2025 | Ducati | 5 | 4 | 4 | Rit | 15 | 15 | 10 | 6 | 19 | 10 | 11 | 13 | 14 | 14 | 12 | 10 | 13 | 16 | 6 | Rit | 12 |  |  |  |  |  |  |  |  |  |  |  |  |  |  |  |  |  |  |  |  |  | 76    |      |

| Legenda | 1º posto        | 2º posto            | 3º posto           | A punti      | Senza punti        | Grassetto – Pole position Corsivo – Giro più veloce |
| Legenda | Gara non valida | Non qual./Non part. | Ritirato/Non class | Squalificato | '-' Dato non disp. | Grassetto – Pole position Corsivo – Giro più veloce |